# ایزوستیا
ایزویستیا (روسی: Известия؛ IPA: [ɪzˈvʲestʲɪjə]) یک روزنامه پرتیراژ در روسیه است. این روزنامهٔ دولتی از تریبون‌های اتحاد جماهیر شوروی سوسیالیستی از سال ۱۹۱۷ آغاز به کار کرد و تا فروپاشی اتحاد جماهیر شوروی در سال ۱۹۹۱ به کار ادامه داد.

## واژه شناسی
واژهٔ izvestiya در روسی مشتق از فعلِ izveshchat بمعنیِ پیام‌های تحویل داده شده‌است. در زمینه روزنامه نگاری معمولاً بمعنیِ خبر یا گزارش ترجمه شده‌است.
این روزنامه برای نخستین بار در سن پترزبورگ در تاریخ ۱۳ فوریه ۱۹۱۷ چاپ شد.